# Herrenhaus Ornshagen
Das Herrenhaus Ornshagen (polnisch Pałac Żerzyno) ist ein heute restauriertes Herrenhaus in Żerzyno, Powiat Łobeski (Kreis Labes), Woiwodschaft Pommern. Historisch gehörte der Ort zum Landkreis Regenwalde.

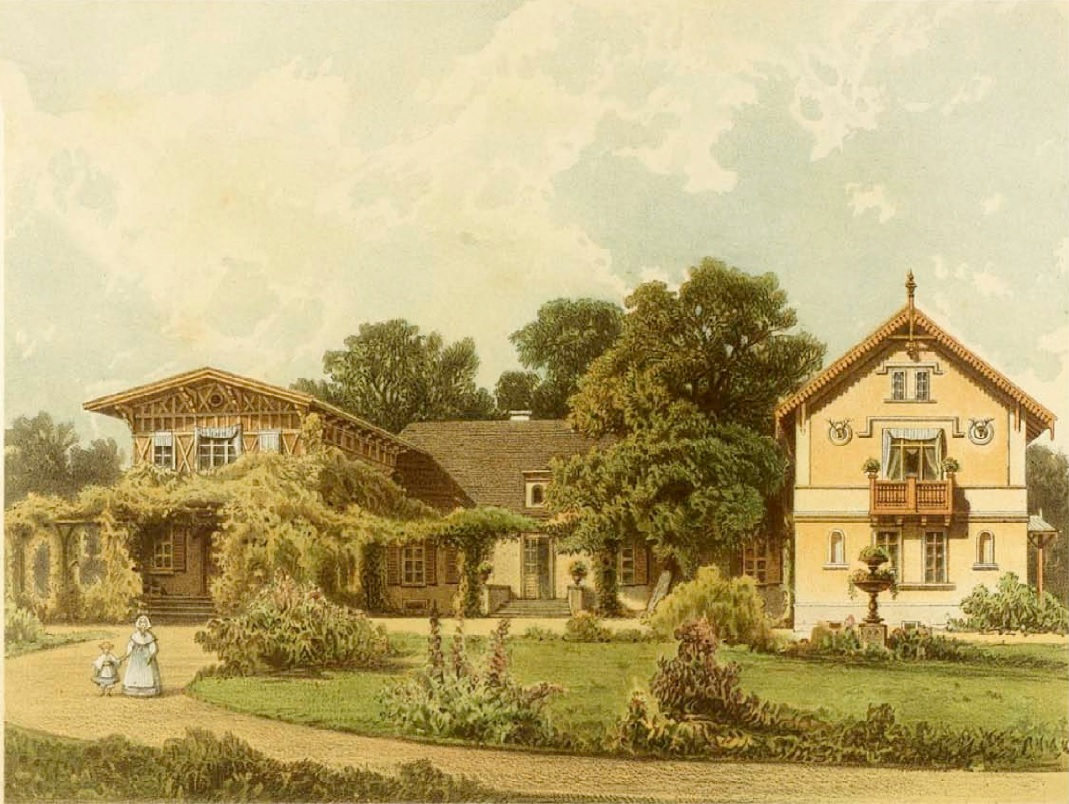
Herrenhaus Ornshagen, Sammlung Alexander Duncker

Ein aus dem Mittelalter stammendes Herrenhaus wurde immer wieder umgebaut. Die Grafen von Bülow aus der Linie Kummerow bauten das Gut zu einem reichhaltigen Komplex mit großem Waldbesitz aus. Das Herrenhaus wurde erweitert und 1872 ein neues im Stil der Neogotik erbaut. Im Jahr 1920 wurde eine große Jagdhalle erbaut.